# Ticuna
Ticuna (även Tikuna, Tucuna, Tukuna eller Magüta) är ett sydamerikanskt ursprungsfolk i Brasilien (36,000), Colombia (8,000) och Peru (7,000). De är den mest talrika stammen i brasilianska Amazonas.

## Historia
Ticuna var ursprungligen en stam som bodde långväga från floderna och vars expansion hölls i schack av närboende folk. Deras historiska brist på tillgång till vattenvägar och deras utövande av endogami har lett till att de blivit kulturellt och genetiskt skilda från andra stammar i Amazonas. Den första kontakten med utomstående inträffade vid kolonisationen av Brasilien då en portugisisk flotta utforskade Amazonas. Ihållande kontakt med portugiserna och andra utomstående började 1649. Tack vare att Ticuna-folket levde mer inåt landet jämfört med andra stammar blev de i mindre grad påverkade av sjukdomar och våld orsakade av kolonialism.
Dock har de i Brasilien mötts av våld från skogshuggare, fiskare och gummitappare som tagit sig in i deras land runt Solimões-floden. När gummiodlingen började i slutet av 1800-talet togs många ur Ticuna-folket som slavar. De deltog också i kriget mellan Brasilien och Paraguay 1864-1870, vilket utarmade befolkningen och tvingade ut dem från deras brasilianska territorier. På 1990-talet erkände Brasilien formellt Ticuna-folkets rätt till sina landområden, vilket gav dem skydd samt minskade konflikten i de omgivande områdena.

## Vardagsliv
Ticuna-folket lever i platta, fuktiga djungelområden i nordvästra Amazonas och odlar bitter och söt kassava (maniok), jams och majs. De föder upp kycklingar och har vilda däggdjur som husdjur. De samlar vild honung, knölar och nötter från skogen samt äter myror och vissa typer av grodor och larver. De var en gång skickliga jägare som använde pilbågar, spjut, blåsrör, snaror och fällor. Under 1900-talet utarmade dock efterfrågan på djurhudar tillgången på vilt i djungeln och förändrade Ticuna-folkets gamla jaktmönster.
De tillverkar en enkel typ av keramik men väver inte tyg eller utövar metallurgi. De kan konsten att tillverka och använda barktyg, av vilket de gör ceremoniella masker och stora djurfigurer. De tillverkar olika typer av korgar och andra behållare av en mängd olika växtfibrer.

1930.40.0036a. Koger med tillhörande fodral av bast från Ticuna-foilket, insamlat i Brasilien av etnografen Curt Nimuendajú (1883-1945), ur Världskulturmuseets samlingar.

## Språk
Ticuna-folket talar språket Ticuna, som skrivs med latinska tecken. Det identifieras vanligtvis som ett isolatspråk, även om det möjligen kan vara släkt med det utdöda Yuri-språket. Ticuna ansågs tidigare vara ett Arawakan-språk, men idag tror man att många särdrag tillkommit genom folkets långa historia av interaktion med Arawakan-talande stammar. De flesta talar idag även flytande portugisiska eller spanska, beroende på vilket land de bor i, och använder mestadels spanska och portugisiska namn.

## Religion och ritualer
Ticuna-folket har historiskt sett utövat schamanism, men inflytandet från kristna missionärer har gjort att schamaner blivit sällsynta i alla utom de mest isolerade samhällena. I folktron var Ta'e skaparguden som vaktade jorden, medan Yo'i och Ip var mytiska hjältar som hjälpte till att bekämpa demoner. Idag uppskattas 30-90% vara kristna, dock menar vissa att det huvudsakligen är schamanism som fortfarande utövas.
När en flicka når puberteten utövas en ritual kallad Pelazon. Efter den första menstruationen svartmålas hela flickans kropp med klansymbolen ritad på hennes huvud. Allt hår avlägsnas och hon får bära en dräkt gjord av örnfjädrar och snigelskal. Hon måste sedan kontinuerligt hoppa över en eld. Efter fyra dagar anses hon vara kvinna och berättigad till äktenskap. Nuförtiden är ritualen kortare och mindre intensiv än den historiskt varit.

## Äktenskap
Ticuna-folket följer reglerna för exogami, där män och kvinnor måste gifta sig utanför sina egna klaner. Förr var det vanligt att en morbror gifte sig med sin systerdotter. Idag förekommer dock äktenskap i allmänhet inom samma generation. Som en följd av katolska missionärers inflytande ses inte längre äktenskap mellan kusiner, eller månggifte (polygami), som var acceptabla och vanliga förr i tiden, som tillåtna. Skilsmässa är tillåtet, men inträffar sällan.

## Nutid
Ticuna-folket är idag lika anpassningsbara och framgångsrika handlare som deras förfäder. Traditionellt bytte de vissa vegetabiliska gifter från Amazonas regnskog mot varor som fördes ner från bergen. Under de senaste åren har de tillhandahållit djurhudar och kanoter till urbaniserade sydamerikaner i utbyte mot pengar och tillverkade varor.
De flesta klär sig idag i västerländska kläder och bär bara sina traditionella plagg gjorda av trädbark och utövar sina ritualer vid speciella tillfällen eller för turister. Fattigdom och brist på utbildning är ihållande problem i de flesta Ticuna-samhällen, vilket har lett till statliga och icke-statliga ansträngningar för att öka utbildningsnivån och de akademiska möjligheterna. I december 1986 grundades General Organization of Bilingual Ticuna Teachers (OGPTB i dess portugisiska/spanska förkortning) för att ge Ticuna-barn tvåspråkig utbildning av hög kvalitet och fler möjligheter.
Ett ökande inflytande av evangelisation och proselytism av kristna missionärer har påverkat Ticuna-folkets sätt att leva. Katolska, baptistiska, presbyterianska och evangeliska missionärer är alla aktiva bland Ticuna-folket och ibland är missionärerna själva etniska Ticuna.